# Brassó vasútállomás
Brassó vasútállomás a város és a megye legnagyobb és legfontosabb vasútállomása. Románia egyik legforgalmasabb pályaudvara; három vasúti fővonal keresztezi és öt irányba indulnak innen vonatok. 1962-ben nyitották meg.

## Története
Brassó első pályaudvarát 1871–1873 között építette a Magyar Keleti Vasúttársaság. Ez a Szászhermányi úton, az egykori olajfinomítóval szemben (a mai Toamnei és Hărmanului kereszteződésénél, a jelenlegi CEC-épület helyén) helyezkedett el. Mellette vágánycsarnokot, depót, és vasúti műhelyt is létesítettek. Az állomásépület a monarchiára jellemző barokk stílusú téglaépítmény volt, a földszinten irodákkal, az emeleten szolgálati lakásokkal.
Az első szerelvény 1873. március 30-án gördült be, június 1-én pedig felavatták az 1868–1873 között épített Nagyvárad–Brassó vonal utolsó szakaszát, mely bekapcsolta Brassót a közép-európai vasúthálózatba. 1879-ben megnyílt a Ploiești–Brassó-vasútvonal, mely Romániával teremtett összeköttetést. 1891-ben átadták a kézdivásárhelyi és a zernesti vonalakat. 1902–1906 között két oldalsó szárnnyal bővítették az állomásépületet. 1908-ban felavatták a Fogaras, 1931-ben a Bodzaforduló felé induló vonalat.
Az 1944-es amerikai bombázás elpusztította az épületeket. A következő közel húsz évben egy hevenyészett barakkszerűség szolgált állomásként. Az új, Theonicu Săvulescu által tervezett állomásépületet 1962. augusztus 19-én avatták fel a Victoriei és Gării sugárutak kereszteződésénél, és máig ez szolgál Brassó központi pályaudvaraként.
A brassói vasúti közlekedéshez több újdonság fűződik. Azon kívül, hogy 1879-ben innen létesült az első vasúti kapcsolat a Monarchia és Havasalföld között, 1959-ben innen indult Románia legelső dízelmozdony által vontatott szerelvénye, 1963-ban pedig az országban elsőként villamosították a Brassó–Predeál vonalat.

## Jellemzői
Tágas, a 20. század közepére jellemző modern vonalvezetésű épület. Alapterülete 2350 m², a váróteremé 1000 m²; kapacitása 12 000 utas/nap. Felavatásakor az ország egyik legkorszerűbb és legszebb pályaudvaraként tartották számon, azonban a 21. század elejére lepusztult, elhanyagolt állapotba került. Emellett a brassói éjszakai fauna fő előfordulási helye.

### Vasútvonalak
Az állomást az alábbi vasútvonalak érintik:
- 200-as vasúti fővonal: Brassó–Nagyszeben–Alvinc–Déva–Kürtös
- 203-as vasúti mellékvonal: Brassó–Zernest
- 300-as vasúti fővonal: Bukarest–Ploiești–Brassó–Segesvár–Tövis–Kolozsvár–Nagyvárad–Biharpüspöki
- 400-as vasúti fővonal: Brassó–Sepsiszentgyörgy–Csíkszereda–Déda–Dés–Nagybánya–Szatmárnémeti

### Kapcsolódó állomások
A vasútállomáshoz az alábbi állomások vannak a legközelebb:
- Brassó rendező
- Bertalan vasútállomás
- Derestye vasútállomás
- Méhkertek vasútállomás

## Forgalom
| Járat                        | Útvonal | Gyakoriság |
| ---------------------------- | --- | ---------- |
| Hargita nemzetközi InterCity | Budapest-Keleti – Szolnok – Törökszentmiklós – Kisújszállás – Karcag – Püspökladány – Báránd – Sáp – Berettyóújfalu – Mezőpeterd – Biharkeresztes – Episcopia Bihor (Biharpüspöki) – Oradea (Nagyvárad) – Aleșd (Élesd) – Bratca (Barátka) – Ciucea (Csucsa) – Huedin (Bánffyhunyad) – Aghires (Egeres) – Cluj-Napoca (Kolozsvár) (december végén és nyári időszakban közvetlen kocsi: – Câmpia Turzii (Aranyosgyéres) – Războieni (Székelyföldvár) – Luduș (Marosludas) – Iernut (Radnót) – Târgu Mureş (Marosvásárhely)) – Gherla (Szamosújvár) – Dej Călători (Dés) – Beclean pe Someș (Bethlen) – Sărățel (Szeretfalva) – Deda (Déda) – Toplița (Maroshévíz) – Gheorgheni (Gyergyószentmiklós) – Izvoru Oltului (Csíkszentdomokos) – Siculeni (Madéfalva) – Miercurea Ciuc (Csíkszereda) – Băile Tuşnad (Tusnádfürdő) – Sfăntu Gheorghe (Sepsiszentgyörgy) – Braşov (Brassó) | Napi 1 pár |
| Corona nemzetközi InterCity  | Budapest-Keleti – Szolnok – Törökszentmiklós – Kisújszállás – Karcag – Püspökladány – Báránd – Sáp – Berettyóújfalu – Mezőpeterd – Biharkeresztes – Episcopia Bihor (Biharpüspöki) – Oradea (Nagyvárad) – Aleșd (Élesd) – Huedin (Bánffyhunyad) – Cluj-Napoca (Kolozsvár) – Gherla (Szamosújvár) – Dej Călători (Dés) – Beclean pe Someș (Bethlen) – Sărățel (Szeretfalva) – Deda (Déda) – Toplița (Maroshévíz) – Gheorgheni (Gyergyószentmiklós) – Izvoru Oltului (Csíkszentdomokos) – Siculeni (Madéfalva) – Miercurea Ciuc (Csíkszereda) – Băile Tuşnad (Tusnádfürdő) – Sfăntu Gheorghe (Sepsiszentgyörgy) – Braşov (Brassó) | Napi 1 pár |
| Fogaras nemzetközi InterCity | Budapest-Keleti – Szolnok – Mezőtúr – Gyoma – Mezőberény – Murony – Békéscsaba – Kétegyháza – Lőkösháza – Curtici (Kürtös) – Arad (Arad) – Radna (Máriaradna) – Săvârșin (Soborsin) – Ilia (Marosillye) – Deva (Déva) – Simeria (Piski) – Vințu de Jos (Alvinc) – Sebeș (Szászsebes) – Sibiu (Nagyszeben) – Făgăraș (Fogaras) – Codlea (Feketehalom) – Braşov (Brassó) | Napi 1 pár |
| Dacia EuroCity               | Wien Hauptbahnhof (Bécs) – Hegyeshalom – Mosonmagyaróvár – Győr – Tatabánya – Budapest-Kelenföld – Budapest-Keleti – Szolnok – Békéscsaba – Lőkösháza – Curtici (Kürtös) – Arad (Arad) – Deva (Déva) – Simeria (Piski) – Alba Iulia (Gyulafehérvár) (← Coșlariu (Koslárd)) – Blaj (Balázsfalva) – Mediaș (Medgyes) – Sighișoara (Segesvár) – Brașov (Brassó) – Predeal (Predeál) – Sinaia – Ploiești Vest – București Nord | Napi 1 pár |

## Képek

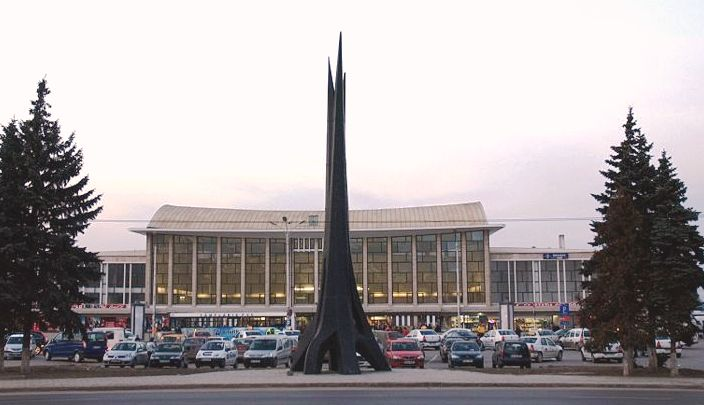
Állomásépület, műalkotás
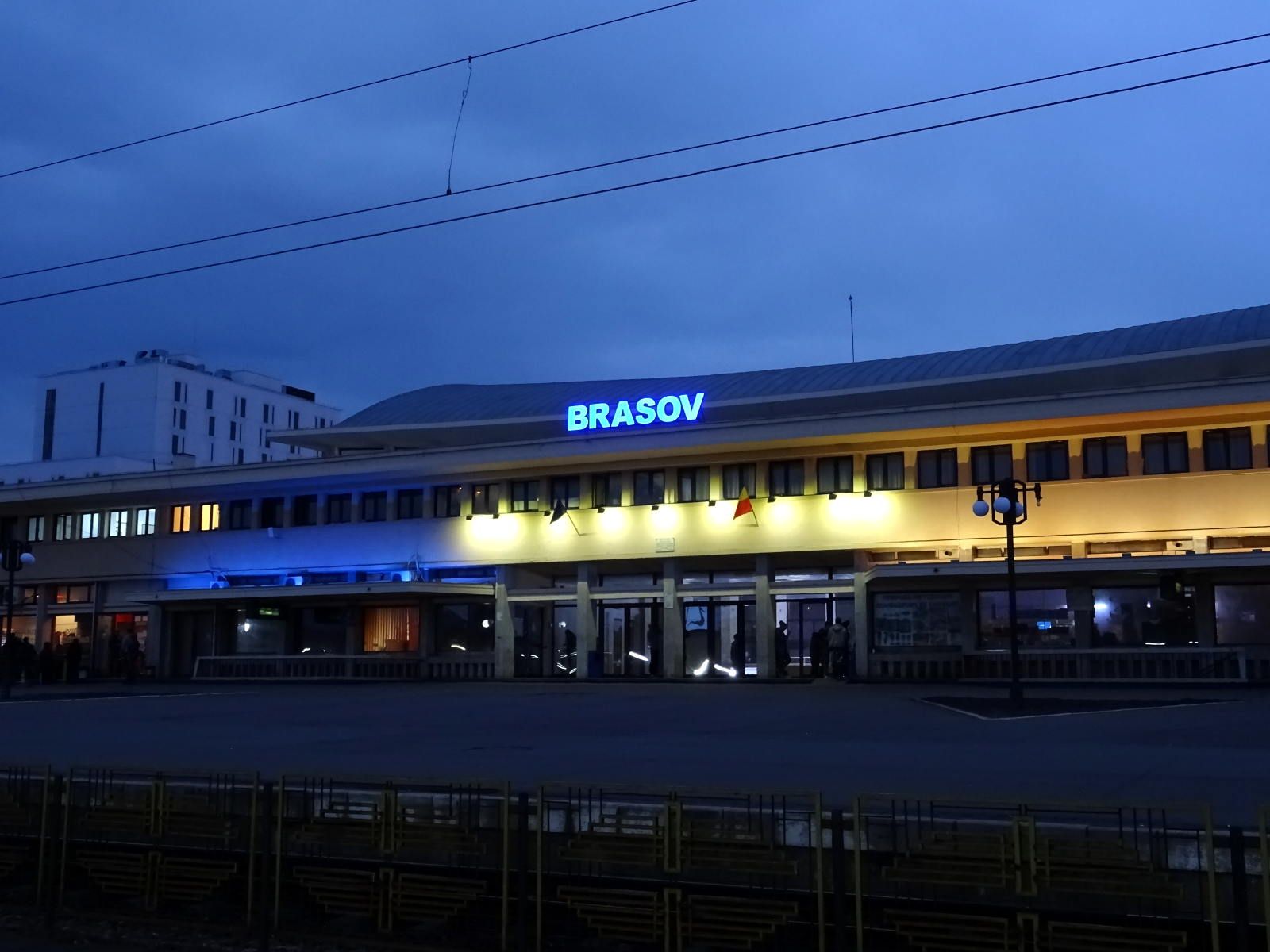
A vágányok felől
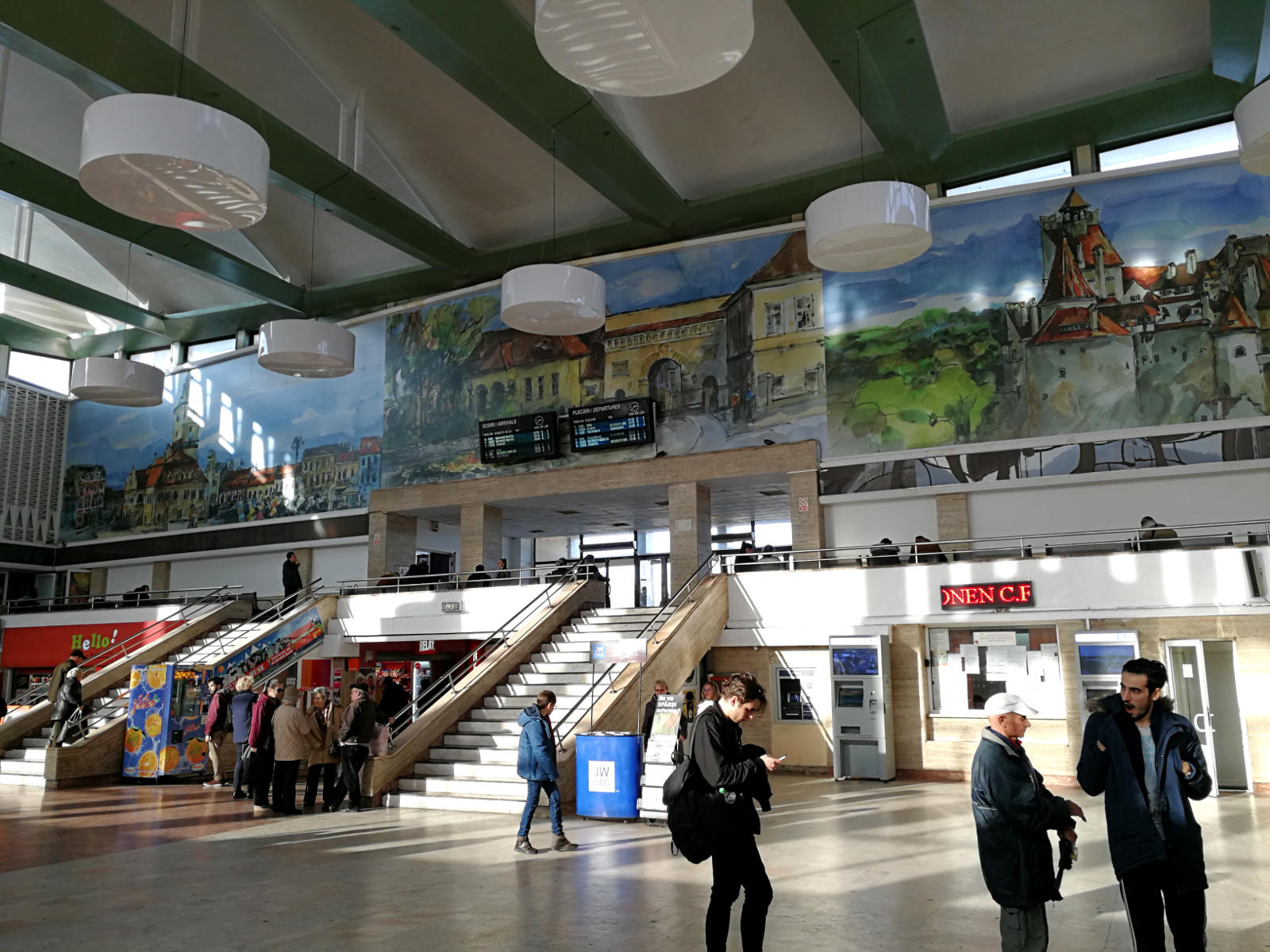
Váróterem
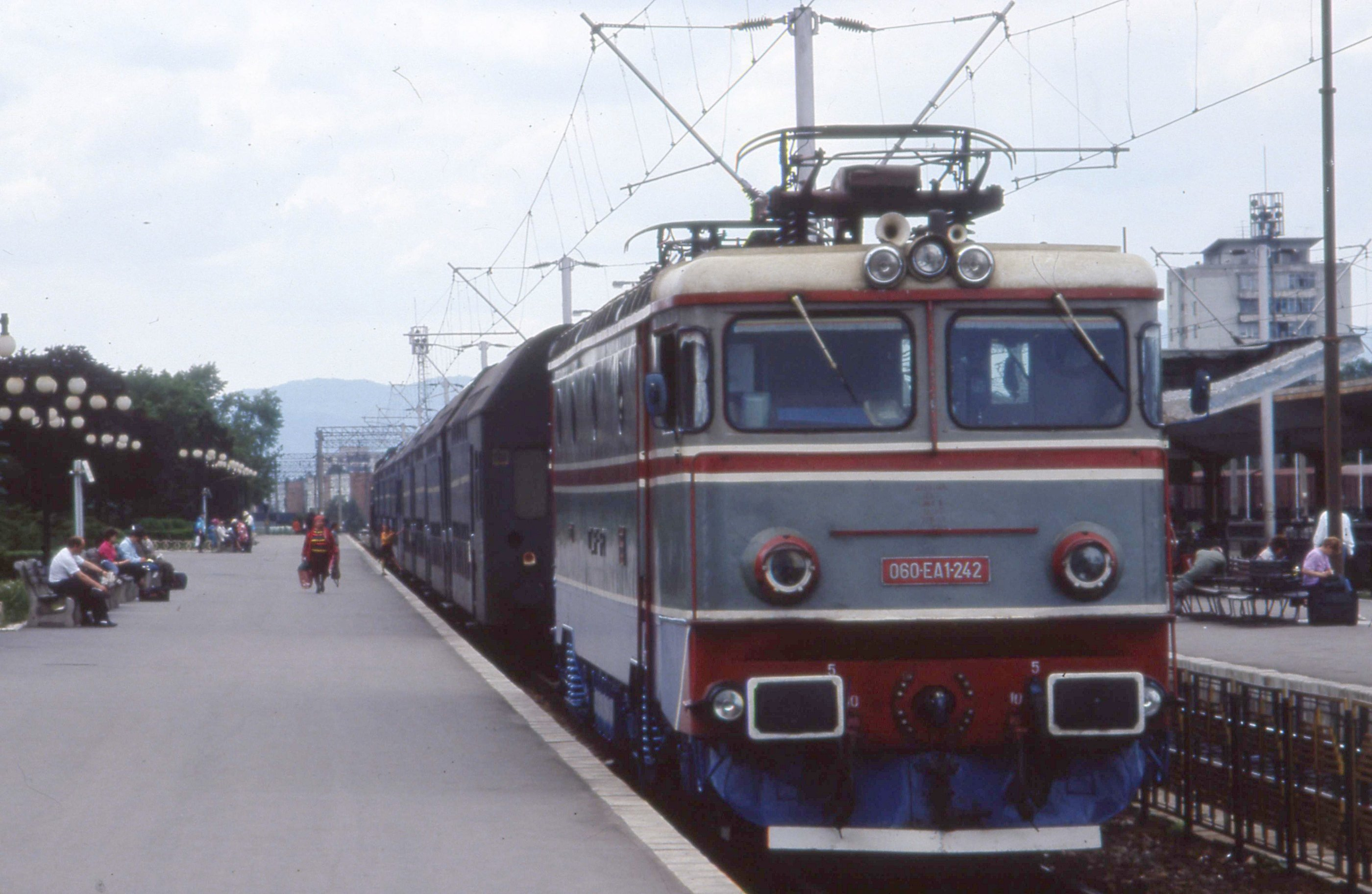
Peron
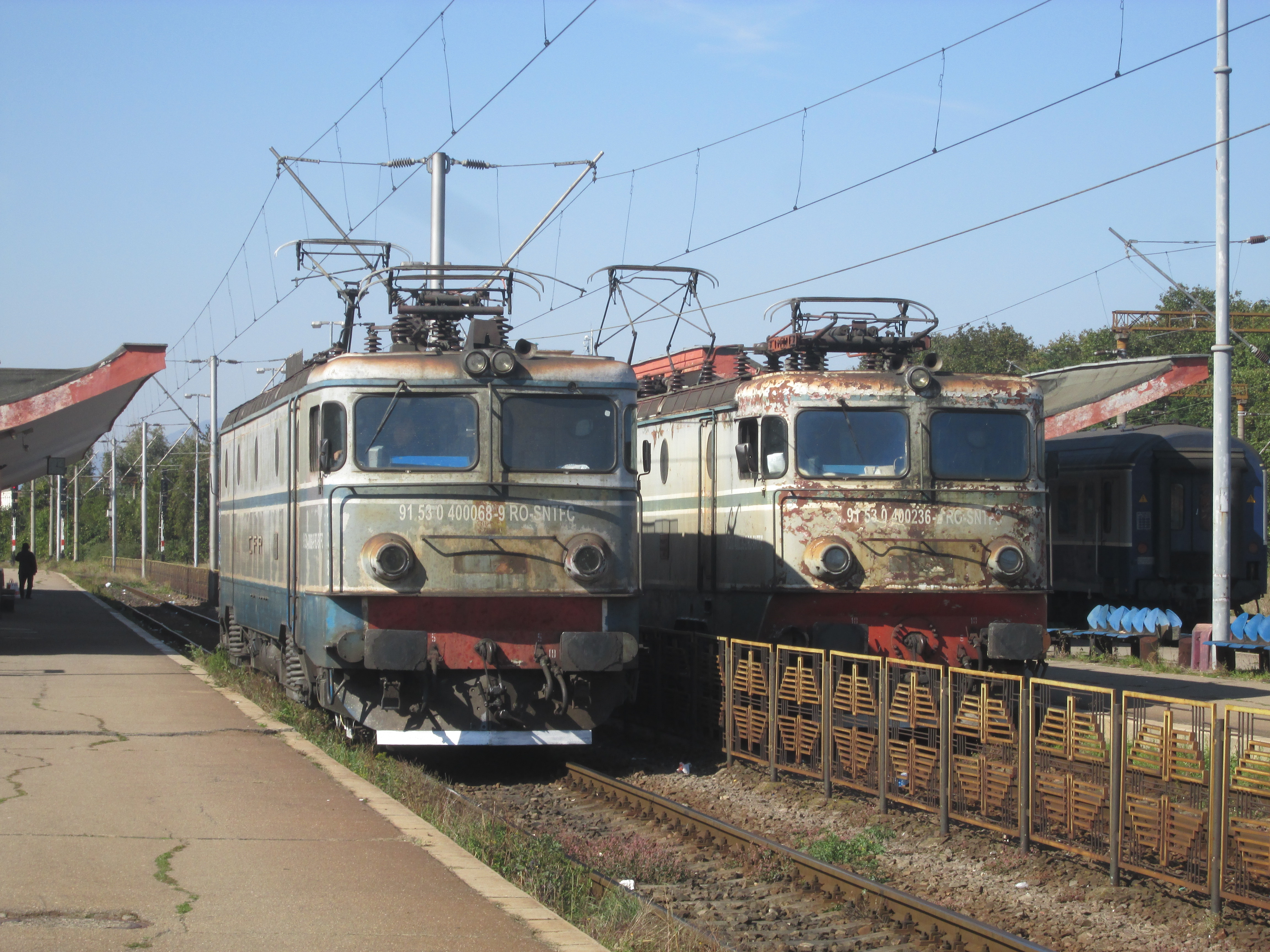
Csauruszok